# 袖振り合うも他生の縁
袖振り合うも他生の縁（そでふりあうもたしょうのえん）は、仏教からのことわざ。他生は多生と表記することもある。多少とするのは誤り。

## 概要
道を行くときに、見知らぬ人と袖が振り合う程度の関係であっても、それは前世からの因縁であるということである。このことからこの言葉の意味は、どのような小さなことや、少しだけの人との関わりであっても、それは偶然に起こっているのではなく、全て深い宿縁によって起こっているということである。

### 仏教
仏教においては、今の人間が生まれるまでにも、幾たびもの生まれ変わりを繰り返してきたと説かれ、これは過去世や前世といわれる。このように人間は何度も生まれ変わりを繰り返してきたために多生という。多生の縁というのは今の人間に生まれ変わってくるまでに何度も会っては分かれてを繰り返してきて、今生でもまた会うことができたということになる。そして多生の縁というのは過去から生まれ変わってきて現在までのみではなく来世のことまでも含まれているため、過去から永遠の未来にわたるまでの限りなく長い関係となるということである。仏教においては人間の生命というのは長くて100年くらいの一生ほどではないとのことである。今の人間に生まれてくる前に数え切れないほどの様々な生物や世界に生まれてきては死にを繰り返してきたほどのことであり、このことが多生であり、これほどの多生から繋がりや関係があるというのが袖触れあうも多生の縁ということである。